# Tidslinje for Galiciens historie
Det nordvestlige Spanien omfattede i tidlig middelalder områderne Asturien, Galicien, Kantabrien og León. Portugal opstod i den sidste del af perioden. I det følgende gengives områdets historie som en tidslinje, dvs. i punktform.

## Palæolitikum
- 200.000 f.Kr. – I den palæolitiske periode koloniserede neandertalmennesket den Iberiske halvø.
- 70.000 f.Kr.
  - Mousterien-kulturen, som var neandertalernes kulturform på dette tidspunkt.
  - Indledningen til den seneste istid.
- 40.000 f.Kr.
  - Begyndelsen på yngre palæolitikum.
  - Cro-Magnonmenneskets, det moderne menneskes, første kendte tilholdssted i Europa, da nomadiske jægere og samlere trængte ind fra stepperne i Centralasien. De var kendetegnet ved den såkaldte ”M173” mutation i Y-kromosomet, hvad der gør dem til en haplogruppe R-population. Da istiden nåede sin største udbredelse, søgte disse mennesker ly i Sydeuropa, særligt i de iberiske områder, og på stepperne i det nuværende, sydlige Ukraine og den Russiske føderation.
- 30.000 f.Kr. – Moderne mennesker når frem til den Iberiske halvø via Sydfrankrig. I denne genetisk homogene population (karakteriseret ved M173-mutationen i Y-kromosomet), skal den M343-mutation opstå, som lægger grunden til R1b-haplogruppen, der stadig er dominerende blandt portugisere og spaniere.
  - Neandertalmennesket uddør i det sidste refugium, den vestlige del af den Iberiske halvø og ved Gibraltarklippen.
- 15.000 f.Kr. – Magdalénien-kulturen i Europa.

## Mesolitikum
- 10.000 f.Kr.
  - Med Allerødtiden opstår et pusterum i nedisningen, som mildner de barske klimaforhold.
  - Afslutning af yngre palæolitikum og indledning til mesolitikum.
  - Befolkningerne på den Iberiske halvø, der nedstammer fra Cro-Magnonmennesket, udvandrer og genkoloniserer hele Vesteuropa under isens afsmeltning. På den måde spredes haplogruppe-R1b, der stadig er dominerende i forskellig grad fra den Iberiske halvø til Skandinavien.
  - Azilian-kulturen i Sydfrankrig og den nordlige del af den Iberiske halvø (ned til udmundingen af Douro).

## Neolitikum
- 5.000 f.Kr.
  - Nyere stenalder (neolitikum) begynder på den Iberiske halvø.
  - Selvstændig udvikling af jordbrug på den Iberiske halvø.
  - Indledningen til megalitkulturen, som spredes til det meste af Europa
  - De nomadiske jægere og samlere med R1a haplogruppen (kendetegnet ved mutationen M173 på Y-kromosomet), som havde søgt tilflugt på de sydukrainske stepper under istiden, bliver oprindelsen til de tidlige, europæiske kulturer (de, som taler en forløber for det indoeuropæiske sprog) så som Kurgankulturen.

## Bronzealder
- 1. årtusinde f.Kr.
  - Den første indvanding til den Iberiske halvø af Urnemarkskulturen (Oestrimni, som talte en tidlig form for keltisk).
  - Keltisk bronzekultur i den nordvestlige del af den Iberiske halvø (det nuværende Galicien og det nordlige Portugal), der bibeholder handelsforbindelse med Bretagne og de Britiske øer. Castrokulturen opstår i dette hjørne af den Iberiske halvø.

## Jernalder
- - Digtet Ora Maritima, skrevet af Avienus i det 4. århundrede, der byggede på den Massaliotiske periplus (sejlruteanvisning fra den græske koloni Massilia) fra det 6. århundrede f.Kr., fastslår, at hele den vestlige del af den Iberiske halvø engang blev benævnt efter navnet på landets indbyggere, østriminerne, der blev fordrevet ved en invasion af Saephe eller Ophis (dvs. slanger). Fra da af blev den vestlige del af den Iberiske halvø kendt som Ophiussa (Slangernes land). Digtet viderebringer sandsynligvis virkningen af den anden bølge af keltiske indvandringer i det 7. århundrede f.Kr.. Det beskriver også de forskellige, etniske grupper, derboede i landet på den tid:
    - Saephe eller Ophis, i dag betragtet som sandsynlige kelter af Hallstattkulturen, der boede i hele den vestlige del af den Iberiske halvø (nutidens Portugal) mellem floderne Douro og Sado.
    - Cempsi, sandsynligvis også kelter af Hallstattkulturen, som boede ved floden Tagus' munding og sydpå til Algarve.
    - Cynetes eller Cunetes boede allerlængst mod syd og i nogle byer ved atlantarhavskysten (som f.eks. Olissipo, det nuværende Lissabon), og de var muligvis indfødt iberiske (selv om de blev kraftigt eller fuldstændigt gjort keltiske i løbet af de følgende århundreder).
    - Dragani, som var keltiske eller tidligt keltiske fra den første bølge, boede i Galiciens bjerge, det nordlige Portugal, Asturien og Kantabrien.
    - Lusis, muligvis den første omtale af nusitanerne, var ligesom dragani keltiske eller tidligt keltiske af første bølge.
- 5. århundrede f.Kr.
  - Udvikling af den 2. Castrokultur i Galicien, Asturien og det nordlige Portugal.
- 4. århundrede f.Kr.
  - De keltiske Calæcere eller Gallæcere bor i hele regionen oven for Douro (nutidens Galicien og det nordlige Portugal).

## Romersk Gallæcien
- 197 f.Kr.
  - I et første forsøg på at skabe en romersk provinsadministration i Hispanien, opdelte Gaius Sempronius Tuditanus og M. Helvius halvøen i Hispania Ulterior og Hispania Citerior (den eneste, der i realiteten styredes af Rom). Begge blev regeret af romerske guvernører med en embedsperiode på ét år.
  - Lusitanien, Gallæcien og Asturien blev samlet under provinsen Hispania Ulterior.
- 139 f.Kr.
  - Det romerske senat anså Fabius Servilianus' handlinger for at være den Romerske republik uværdige og lod Servilius Cipianus nedkæmpe de oprørske stammer i Hispanien.
  - I Hispania Ulterior vandt Servilius Cipianus en fuldstændig sejr over lusitanerne med hjælp fra Marcus Pompilius Lenas' hærstyrker, og han tvang Viriathus til at flygte over floden Tagus og til at afgive gidsler som f.eks. hans søns svigerfar, Astolpas.
  - Servilius Cipianus' styrker angreb også vettonerne og gallæcerne.
- 138 f.Kr.
  - Det første store, romerske felttog ind i det nuværende Portugal blev ledet af prætoren Decimus Junius Brutus, guvernøren for Hispania Ulterior. Efter at have pacificeret det sydlige Lusitanien (nutidens Alentejo og Algarve) indrettede Decimus Junius Brutus sit hovedkvarter i Tagus' dal (sandsynligvis ved borgen Almourol) og fik den loyale by Olissipo (det nuværende Lissabon) befæstet, før han trængte frem mod nord og ødelagde bebyggelserne, efterhånden som han kom frem.
  - Byen Olissipo sendte mænd, som skulle kæmpe side om side med de romerske legioner mod de keltiske stammer i nordvest.
- 137 f.Kr.
  - Prætoren Decimus Junius Brutus trængte længere nordpå, hovedsageligt langs kystlinjen, og oprettede en befæstet position i området nær nutidens Viseu.
  - De romerske legioner gik over Douro og trængte ind på gallæcernes territorium.
  - De romerske legioner gik tøvende over floden Lima (Lethes), og først efter at Decimus Junius Brutus var gået over den alene og kaldte på dem. Derved beviste han, at han ikke havde tabt hukommelsen (som man ellers formodede, at det ville ske, når man krydsede floden.)
- 136 f.Kr.
  - Romerske legioner under Decimus Junius Brutus nåede frem til floden Minho, men gik ikke over den, da de frygtede at miste hukommelsen.
  - Decimus Junius Brutus belejrede og erobrede byen Talabriga, og det besejrede gallæcerne. Efter disse felttog trak de romerske legioner sig sydpå uden at efterlade faste garnisoner.
  - Det romerske senat gav Decimus Junius Brutus retten til at bruge titlen Callaicus for sine felttog i Gallæcien.
- 105-102 f.Kr. - Efter slaget ved Arausio plyndrede de germanske stammer, kimbrerne og teutonerne hele vejen ned gennem den nordlige del af den Iberiske halvø, før de trak sig ud og blev besejret i slagene ved Aquae Sextiae og Vercellae.
- 96-94 f.Kr. - Publius Licinius Crassus, der var guvernør over Hispania Ulterior, foretog en militær ekspedition mod nordvest, og dér fandt han tinminer.
- 7 4 f.Kr. En mulig ekspedition til Cale (i Gallæcien og nær ved nutidens Oporto?) blev ledet af Marcus Perperna Vento.
- 61 f.Kr.
  - Julius Caesar blev udpeget til at være guvernør for Hispania Ulterior.
  - Julius Caesar angreb de lusitanske områder mellem floderne Tagus og Douro fra sit hovedkvarter i Scallabis (nutidens Santarém).
  - Julius Caesar ledede personligt en vigtig flådeekspedition til Gallaeciens kyster.
- 60 f.Kr. - Julius Caesar vandte betydningsfulde sejre over gallæcerne og lusitanerne. Under en af sine sejre hyldede hans mænd ham på slagmarken som Imperator, hvilket var en afgørende forudsætning for at blive hædret med et triumftog hjemme i Rom.
- 27 f.Kr.
  - Den 16. januar - Gaius Julius Caesar Octavianus blev kejser under navnet Augustus. Det betød den endelige afslutning på den romerske republik og grundlæggelsen af det romerske kejserrige.
  - Den romerske general og politiker, Marcus Vipsanius Agrippa, opdelte hele Hispania i tre dele: Lusitania, Baetica og Tarraconensis.
  - Kejser Augustus vendte tilbage til Hispania og skabte en ny, administrativ inddeling, hvor provinsen Hispania Ulterior Lusitania blev skabt, og dens hovedstad skulle væree Emerita Augusta (det nuværende Mérida). I begyndelsen omfattede Lusitania både Asturien og Gallæcien, men de blev senere lagt ind under Provincia Tarraconensis, mens resten af den førstnævnte forblev Provincia Lusitania et Vettones.
- 28-24 f.Kr.
  - Grundlæggelse af de nordlige, romerske byer, Asturica Augusta (Astorga) og Bracara Augusta (Braga) og af byen Emerita Augusta (Mérida) mod syd (der blev befolket af veteraner fra den 5. og 10. legion).
- 3. århundrede e.Kr.
  - Braga blev et stift.
  - Efter 211 - Kejser Caracalla foretog en ny, administrativ inddeling, som kun blev kortvarig. Han opdelte på ny Hispania Citerior i to dele og skabte de nye provinser, Hispania Nova Citerior og Asturiae-Calleciae (den sidste under guvernøren Cerealis).
- 238 - Den forenede provins, Tarraconensis eller Hispania Citerior, blev gendannet, stadig med Asturien og Gallæcien som dele af denne provins.

## Det svebiske kongerige
- 409 – Germanske stammer, deriblandt Sveberne (Kvader og Markomanner), invaderede den nordvestlige del af den Iberiske halvø (det romerske Gallaecia) under kong Hermeric. Det svebiske kongerige fik senere officiel godkendelse (som Foedus) af romerne for deres bosættelse i Gallæcien. Det var det første kongerige, som slog mønter uafhængigt af det romerske rige.
- 411 – En traktat med den vestromerske kejser, Flavius Augustus Honorius overlod Lusitanien til alanerne, Gallæcien til sveberne og Baetica til de vandalske hasdinger og silinger.
- 415 - Baquiário, der var præst i Braga, skrev sit arbejde, De fide (”Om troen”).
- 417 - Balconius blev biskop i Braga.
- 419 - Hasdingerne angreb sveberne, som gjorde modsatnd med romersk hjælp.
- 428 – Alanerne besejrede sveberne og romerne i slaget ved Mérida.
- 438 - Hermeric, den første svebiske konge af Gallæcien, bekræftede freden med Galaicos (de oprindelige folk) og abdicerede, træt af krig, til fordel for sin søn, Rechila.
- 448 – Kong Rechila døde og efterlod en stat i udvidelse til sin søn, Rechiar, som påtvang sin svebiske befolkning den katolske tro.
- 454 – Den iberisk-romerske befolkning bad om hjælp hos visigoternes konge, Teoderik 2. mod de svebiske angreb.
- 456
  - Kong Teoderik 2. besejrede sveberne i slaget ved Orbigo og plyndrede deres hovedstad, Braga.
  - Den svebiske konge, Rechiar, blev henrettet, og der dukkede flere kandidater til tronen frem, som var grupperet i to fraktioner: De som fulgte Frantán og de som fulgte Aguiulfo (der var afhængig af visigoterne). Der blev nævnt en skillelinje ved floden Minius, og den var muligvis et resultat af, at sveberne egentlig bestod af to folk: kvader og markomanner.
- 457 - Maldras blev konge over alle sveber.
- 459 – Efter at kong Maldras var død, opstod der en ny splid mellem Frumar og Remismund.
- 463 - Remismund forenede sveberne og blev deres konge.
- 468
  - Den romerske by, Conímbriga, nær ved det nuværende Coimbra, blev plyndret af sveberne.
- 469 - Theodemund blev svebernes konge.
- 470 – Den visigotiske konge, Euric, erobrede det sydlige Gallæcien og Lusitanien for sveberne.
- 501 - Økumenisk synode i Braga.
- 550
  - Karriarico blev svebernes konge.
  - Sankt Martin af Dumes nåede frem til det svebiske Gallæcien. Han var født i Pannonien, og han var den tids mest fremtrædende lærde på den Iberiske halvø. Han fik overdraget kirken i Dume, hvor han byggede et kloster.
- 559 - Theodemar blev svebernes konge.
- 561 - Økumenisk synode i Braga. Sveberne erklærede højtideligt, at de konverterede til katolicismen.
- 562 - Sankt Martin af Dumes blev biskop i Braga.
- 569 - Økumenisk synode i Lugo.
- 570
  - Miro blev svebernes konge.
  - Visigoternes konge, Liuvigild, indledte militære forberedelser med det erklærede mål at erobre hele Hispania.
- 572 - Økumenisk synode i Braga.
- 583 - Eboric (også kaldet Eurico) blev svebernes konge.
- 584
  - Andeca blev svebernes konge.
  - Liuvigild invaderede det svebiske kongerige og besejrede det endegyldigt.
- 585 - Andeca, svebernes sidste konge, holdt ud i endnu et år, men overgav sig så til Liuvigild. Med hans overgivelse forsvandt sveberne i det visigotiske kongerige.

## Det visigotiske kongerige
- 589 - Pantardus blev biskop i Braga.
- 633 - Julian blev biskop i Braga.
- 653 - Potamius blev biskop i Braga.
- 656 - St. Fructuosus of Dumes blev biskop i Braga.
- 663 - Økumenisk synode i Braga.
- 675
  - Leodegisius blev biskop i Braga.
  - Økumenisk synode i Braga.
- 681 - Liuva blev biskop i Braga.
- 688 - Faustinus blev biskop i Braga.
- 693 - Félix blev biskop i Braga.

Félix af Braga var den sidste biskop i Braga, som ikke havde nogen biskop fra 711 indtil 1070, på grund af maurernes erobring af Spanien. Hans efterfølgere havde sæde i Lugo (Galicien).

## Kongeriget Asturien
- Den 15. marts 711 – De muslimske Umayyader (Maurer, hovedsageligt berbere og nogle arabere), der var loyale overfor emiren af Damaskus, invaderede og erobrede efterhånden den Iberiske halvø under ledelse af berberen Tariq ibn Ziyad. Den visigotiske konge, Roderic, blev dræbt under invasionen. Alene den nordligste del, Asturien, undgik erobringsforsøgene, og modstanden mod den mauriske besættelse (reconquista'en) blev indledt fra dette brohoved.
- 718 - Pelayo grundlagde Kongeriget Asturien. Dette betragtes som begyndelsen på generobringen af den Iberiske halvø Reconquista.
- 722 - En større, maurisk styrke, der var udsendt for at erobre Asturien én gang for alle, blev besejret af kong Pelayo i Slaget ved Covadonga. I nutiden betragtes dette slag som de kristnes første, betydende sejr i kampen om generobringen af den Iberiske halvø.
- 737
  - Kong Pelayo døde.
  - Favila, Pelayos søn, blev konge af Asturien.
- 739
  - Alfonso 1., søn af Peter, hertug af Kantabrien, som var gift med Ormesinda, Pelayos datter, blev konge af Asturien.
  - Alfonso 1. drev maurerne ud af Galicien.
- 774 - Silo blev konge af Asturien. I denne periode var der en hel del uro i Galicien overfor Asturiens herredømme over landet.
- 791
  - Alfonso 2. blev konge af Asturien med hovedstad i Oviedo. Han erobrede et antal mauriske befæstninger og lod nybyggere flytte ind i landet syd for Douro.
  - En muslimsk styrke angreb ind i Galicien.
- 794 – Asturerne besejrede muslimerne i Slaget ved Lutos.
- 813 – Apostlen Jakobs grav blev "fundet" nær Santiago de Compostela, i Galicien. Det blev indledningen på en dyrkelse af Sankt Jakob, som skulle forene de kristne i den Iberiske halvøs mange små kongedømmer.
- 844
  - Vikinger angreb de galiciske flodmundinger, men blev besejret af Ramiro 1. af Asturien. (Vikingerne angreb også muslimsk kontrollerede byer og landområder mod syd - Lissabon, Beja, Portugal og Algarve, og de plyndrede Sevilla.)
  - Slaget ved Clavijo, et legendarisk slag mellem kristne under ledelse af Ramiro 1. af Asturien og muslimske styrker, hvor Sankt Jakob siges at have hjulpet den kristne hær.
- 850 - Ordonho 1. blev konge af Asturien med hovedstad i Oviedo. I hans regeringstid indledtes den kristne genbefolkning, og grevskabet Kastilien blev grundlagt.
- 910 - Alfonso 3. af Asturien døde, og hans kongerige blev delt mellem hans tre sønner. Den ældste, Garcia, blev konge af Leon, men døde allerede i 914 uden arvinger. Den anden, Ordoño, regerede Galicien fra 910 og kongeriget León efter Garcias død. Den yngste søn, Fruela, fik Asturien.
- 913 – En ekspedition ind i muslimsk område under kommando af Ordoño 2., der på det tidspunkt var konge af Galicien, nåede frem til Évora.
- 914
  - Ordoño 2. af Galicien blev konge af kongeriget León, da hans bror, García 1. af León, var død.
  - Kongeriget Asturiens hovedstad blev flyttet fra Oviedo til León, og landets navn blev fra da af Kongeriget León.

## Kongeriget León
- 916 - Ordoño 2. af León led nederlag til Emir Abd-ar-Rahman 3. ved Valdejunquera.
- 924 - Fruela blev konge af León og Galicien efter sin brors død, men døde selv et år senere.
- 925
  - Alfonso Fróilaz, Fruelas søn, blev konge af León og Galicien, men Sancho 1. Ordóñez, Alfonso 4. og Ramiro 2., sønner af Ordoño 2. af León, påstod at være de rette arvinger og gjorde oprør mod deres nevø. Med hjælp fra Jimeno af Navarra fordrev de Alfonso Fróilaz til Asturiens østlige grænseområder og delte kongeriget mellem sig.
  - Sancho 1. Ordoñez, søn af Ordoño 2. af León, blev konge af Galicien indtil sin død i 929.
  - Alfonso 4. får magten i kongeriget León.
  - Ramiro 2., blev kun konge over en mindre del af Asturien, men han var den første til at bære titlen konge af portugisernes land.
- 929 - Alfonso 4. blev konge af Galicien.
- 931 - Alfonso 4. overdrog kronen til sin bror, Ramiro 2. og gik i kloster.
- 932 - Alfonso 4. greb til våben sammen med Fruelas sønner, Ordoño og Ramiro mod sin egen bror, Ramiro 2., efter at have fortrudt sin opgivelse af det verdslige liv. Han led nederlag, blev blindet og sendt tilbage for at dø i klostret Sahagun.
- 950 - Ordoño 3. blev konge af León.
- 953 – Et stort maurisk indfald i Galicien.
- 955 - Ordoño 3. af León angreb Lissabon.
- 956 - Sancho 1. blev konge af León.
- 958 - Sancho 1. af León blev afsat og Ordoño 4. blev i stedet konge af León.
- 960 - Sancho 1. of León blev genindsat som konge af León.
  - Vikinger hærgede Galicien og dræbte biskop Sisenand af Santiago de Compostela i et slag, men hans efterfølger, St. Rudesind, samlede de lokale styrker og dræbte vikingernes leder, Gundered.
- 967 - Ramiro 3. blev konge af León.
- 971 – Endnu et vikingeangreb i Galicien.
- 982 - Bermudo 2. blev konge af Galicien og konge af portugisernes land efter et fælles oprør mod Ramiro 3.
- 984 - Bermudo 2. blev konge af León efter at være blevet kåret af greverne i Galicien og salvet i Santiago de Compostela.
- 987
  - Al-Mansur Ibn Abi Aamir erobrede borgene nord for Douro og nåede frem til Santiago de Compostela. Byen var evakueret og Al-Mansur nedbrændte den til grunden, hvorved byens kirke blev ødelagt.
  - Grev Gonçalo Mendes tog sig den personlige titel Magnus Dux Portucalensium (Storhertug af Portugal) og gjorde oprør mod Bermudo 2. af León, men led nederlag.
- 999 - Alfonso 5. blev konge af León.
- 1008 – Vikingerne angreb Galicien og dræbte grev Mendo Gonçalves 2. af Portugal.
- 1016 – Indtrængende normanner sejlede op ad floden Minho og ødelagde Tui i Galicien.
- 1028
  - Alfonso 5., konge af Asturien og León, belejrede Viseu, men blev dræbt af en pil fra murene.
  - Bermudo 3., blev konge af León.
- 1031
  - Sancho 3. af Navarra erklærede krig mod Bermudo 3. af León. Navarra blev ind imellem hjulpet af galiciske oprørere og normanner, og Sancho 3. hærgede landet rundt om Lugo i Galicien.

1032 Bermudo 3. af León, der havde mistet hovedstaden León, trak sig tilbage til Galicien.
- 1034
  - Styrker fra León udslettede en invasionsstyrke under Ismail ibn Abbad af Sevilla. Ismail ibn Abbad flygtede til Lissabon.
  - Gonçalo Trastemires – en portugisisk frontkæmper – erobrede borgen Montemor ved floden Mondego.
  - Ca. 1034 havde Sancho den Store af Navarra magten i Aragonien, Sobrarbe og Barcelona, men også i Asturien, kongeriget León og Kastilien, og han erklærede sig som Rex Hispaniarum ("konge over alle spaniere").
- 1035
  - Sancho 3. af Navarra, Aragonien og Kastilien døde, og hans lande blev fordelt mellem hans tre sønner. Kastilien og Aragonien blev kongeriger fra da af. Bermudo 3. af León blev straks genindsat i León og indledte snart et felttog for at generobre Kastilien.
  - Bermudo 3. af León besejrede maurerne ved César, som ligger i regionen Aveiro.
- 1037 – Ferdinand af Kastilien, søn af Sancho 3. af Navarra, skaffer sig kongeriget León i Slaget ved Tamarón. Da Ferdinand 1. således var blevet den første konge af Kastilien, nedkæmpede og dræbte han sin svigerfar, Bermudo 3. af León og arvede på den måde hans kongerige.
- 1039 – Ferdinand 1. af León og Kastilien udnævnte sig til Kejser over hele Hispania
- 1060-1063 - Økumenisk synode i Santiago de Compostela.
- 1063 - Ferdinand 1. af León og Kastilien fordelte sit kongerige mellem de to sønner. Galicien blev tildelt hans søn, García.
- 1065 - Kongeriget Galicien og Portugal blev udråbt som selvstændigt under Garcia 2. af Galicien.
- 1070 - Grev Nuno Mendes af Portugal gjorde oprør mod kong Garcia 2. af Galicien.
- 1071 - Garcia 2. af Galicien blev den første til at anvende titlen konge af Portugal, efter at han havde besejret grev Nuno Mendes i Slaget ved Pedroso (nær Braga). Nuno blev den sidste greve af Portugal, som tilhørte Vímara Peres-slægten.
- 1072 - Kongeriget Galicien og Portugal mistede selvstændigheden, da landene blev annekteret med magt af Garcias bror, Alfonso 6. af Kastilien.
- 1077 - Alfonso 6. af Kastilien og León udnævnte sig til Kejser over alle spaniere.
- 1091- Alfonso 6. af Kastilien bortgiftede sin datter Urraca af Kastilien til Raimundo af Burgund og overdrog dem lenet Galicien.
- 1102 - Diego Gemírez, biskop af Santiago de Compostela, brugte magt for at bortføre relikvierne af Skt. Victor og Skt. Fructuosus of Dumes fra Braga, der ellers netop var blevet genindført som bispesæde.
- 1107 - Grev Raimundo af Burgund døde, og kongeriget Galicien gik videre til hans søn, Alfonso Raimúndez.
- Den 1. juli 1109 – Alfonso 6. af Kastilien and León døde. Urraca of Kastilien, Grev Raimundo af Burgunds enke, var hans eneste overlevende og ægtefødte barn. Hun giftede sig snart efter med kong Alfonso 1. af Aragonien.
- 1120
  - Afonso Henriques (senere: Afonso 1. af Portugal) gjorde fælles sag med biskoppen af Braga mod sin mor, Theresa, grevinde af Portugal og hendes elsker, grev Fernão Peres de Trava af Galicien
  - Theresa, grevinde af Portugal, sendte sine styrker i krig mod Urraca af Kastiliens hære.
- Den 6. april 1129 - Afonso Henriques erklærede sig Fyrste af Portugal.
- 1130
  - Fyrst Afonso Henriques invaderede Galicien.
  - Fyrst Afonso Henriques' mor, Theresa, grevinde af Portugal, døde i Galicien.